# Методологический индивидуализм
В социальных науках методологический индивидуализм — это принцип, согласно которому субъективная индивидуальная мотивация объясняет социальные явления, а не классовая или групповая динамика, которые (согласно сторонникам индивидуалистических принципов) иллюзорны или искусственны и поэтому не могут по-настоящему объяснить рыночные или социальные явления. Эта концепция была введена в качестве допущения в социальных науках Максом Вебером и обсуждена в его книге «Экономика и общество».
Методологический индивидуализм часто противопоставляется методологическому холизму и методологическому плюрализму.

## В экономике
В неоклассической экономике поведение людей объясняется с точки зрения рационального выбора, ограниченного ценами и доходами. Неоклассический экономист принимает индивидуальные предпочтения как данность. Гэри Беккер и Джордж Стиглер убедительно подтверждают эту точку зрения:
С традиционной точки зрения, объяснение экономических явлений, которое приводит к разнице вкусов людей или времен, является концом спора: на данном этапе проблема оставляется для тех, кто изучает и объясняет вкусы (психологи? антропологи? френологи? социобиологи?). Согласно нашей предпочтительной интерпретации, никогда нельзя попасть в этот тупик: экономист продолжает искать различия в ценах или доходах, чтобы объяснить любые различия или изменения в поведении.

## Критика
Экономист Марк Блауг критикует чрезмерное увлечение методологическим индивидуализмом в экономике, говоря, что «полезно отметить, что методологический индивидуализм в строгой интерпретации […] означал бы для экономики. По сути, он исключил бы все макроэкономические предложения, которые не могут быть сведены к микроэкономическим […] это равносильно тому, чтобы распрощаться почти со всей принятой макроэкономикой. Должно быть что-то не так с методологическим принципом, который имеет такие разрушительные последствия».
Аналогично, экономист Алан Кирман критиковал теорию общего равновесия и современную экономику за ее «фундаментально индивидуалистический подход к построению экономических моделей», и показал, что индивидуалистическое конкурентное равновесие не обязательно является стабильным или уникальным. Однако стабильности и уникальности можно добиться, если добавить агрегированные переменные, и в результате он утверждал, что «идея о том, что мы должны начать с уровня изолированного индивида, — это та, от которой нам, возможно, придется отказаться».